# Saint-Germain-d'Elle

Saint-Germain-d'Elle este o comună în departamentul Manche, Franța. În 1 ianuarie 2022 avea o populație de 209 de locuitori.